# La Sola
La Sola – wyspa na Morzu Karaibskim, położona 370 km na północny wschód od Caracas, 20 km na północny wschód od Wysp Los Frailes i 55 km na południowy wschód od Los Testigos. Wchodzi w skład dependencji federalnych Wenezueli. Ta niezamieszkana wysepka ma powierzchnię zaledwie 0,01 km². Jej najwyżej położony punkt osiąga wysokość 8,5 m n.p.m. Od 1972 całe jej terytorium wchodzi w skład parku narodowego Archipiélago de Los Roques.